# Raashof Bruckhausen

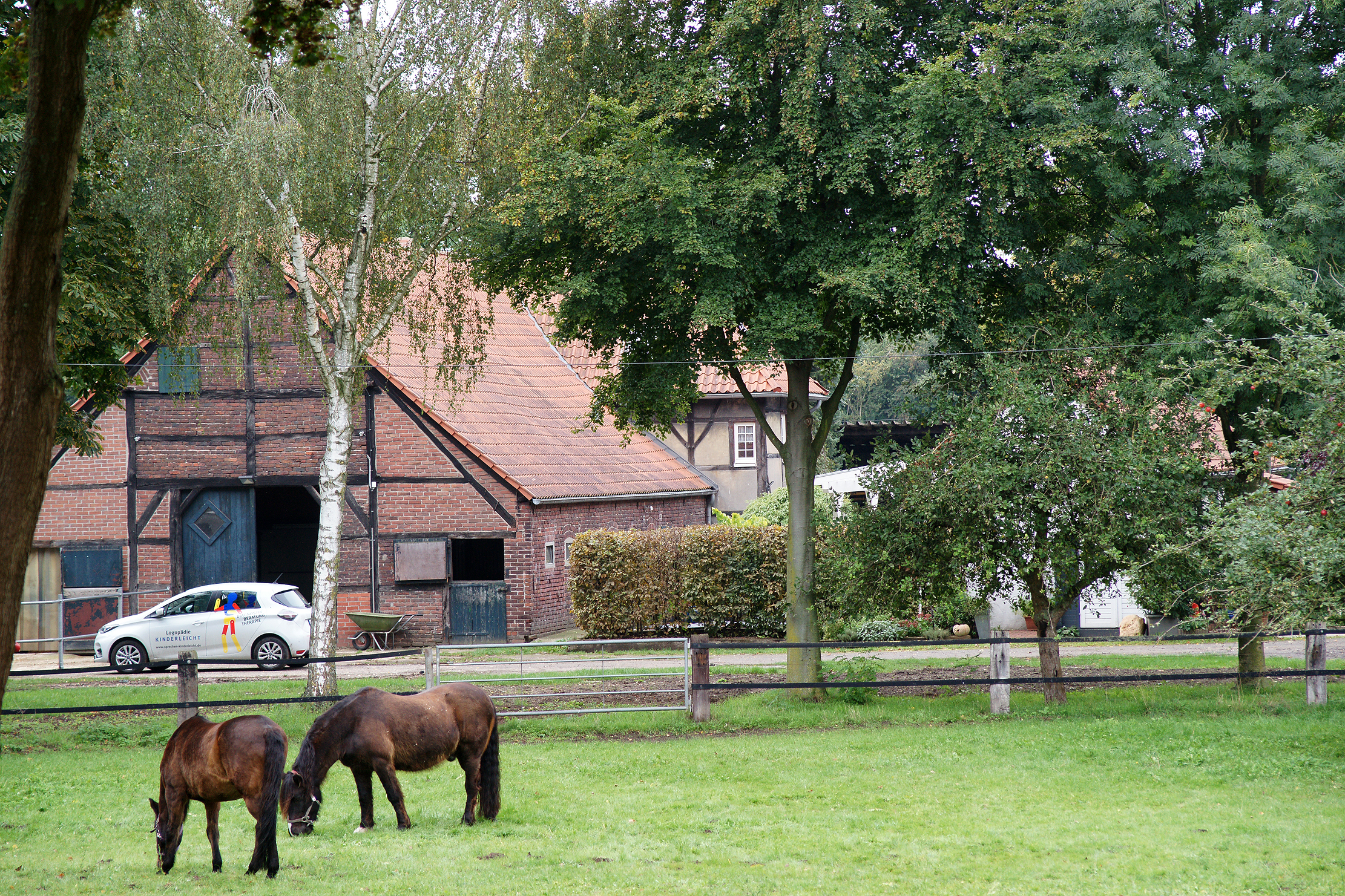
Der Raashof

Der Raashof ist ein denkmalgeschütztes Profangebäude in Bruckhausen, einem Ortsteil der Gemeinde Hünxe im Kreis Wesel (Nordrhein-Westfalen).

## Geschichte und Architektur
Die Hofanlage mit T-Haus, Scheune und Backhaus, an der Dinslakener Str. 156, wurde in der zweiten Hälfte des 18. Jahrhunderts errichtet und von 1991 bis 1992 restauriert. Das zweigeschossige stattliche Fachwerkwohnhaus ist das einzig erhaltene Beispiel eines T-Hauses in Fachwerkkonstruktion am Niederrhein. Die Fachwerke sind mit geschlämmten Backsteinen gefüllt. Die Geschossbauweise und die Figuration der Andreaskreuze deuten auf westfälischen Einfluss hin. Das Gebäude ist mit einem Walmdach gedeckt. Die Fachwerkscheune ist ein Hallenhaus unter einem Halbwalmdach. Die Längtenne liegt mittig. Die Außenfachwerke sind mit Backstein gefüllt, in die inneren Trennwände wurde Lehmflechtwerk eingebaut. Die Giebel sind mit Holz verschalt. Das Backhaus ist ein kleiner Fachwerkbau mit Backsteinausfachung.

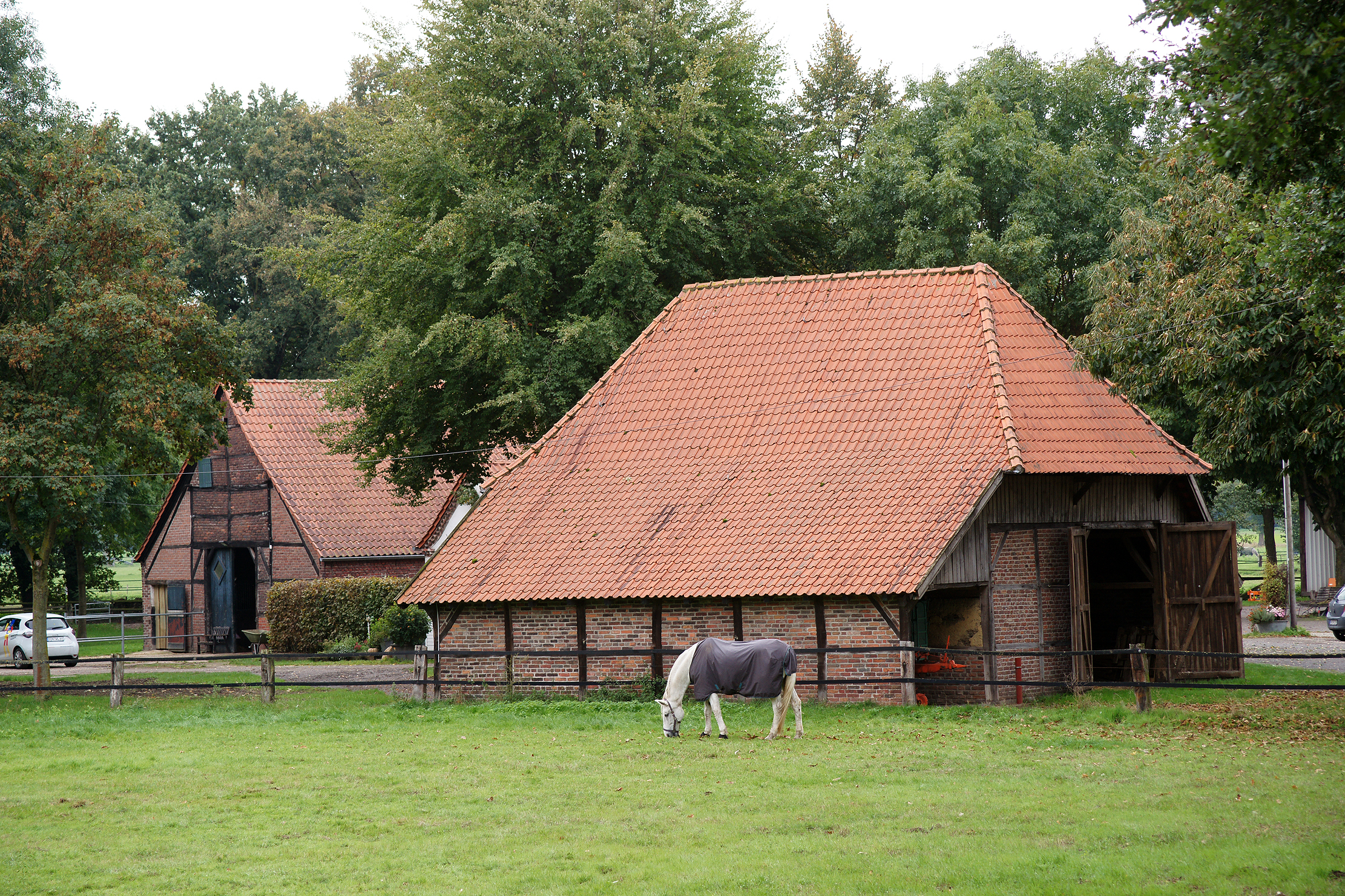
Die Fachwerkscheune des Raashof